# Earthling
| Initial reviews (in 1997) | Initial reviews (in 1997) |
| Оценки критиков           | Оценки критиков           |
| Источник                  | Оценка                    |
| ------------------------- | ------------------------- |
| Chicago Tribune           | [ 1 ]                     |
| Entertainment Weekly      | A                         |
| The Guardian              | [ 3 ]                     |
| NME                       | 6/10                      |
| The Philadelphia Inquirer | [ 5 ]                     |
| Q                         | [ 6 ]                     |
| Robert Christgau          | [ 7 ]                     |
| Rolling Stone             | [ 8 ]                     |
| Select                    | [ 9 ]                     |
| Spin                      | 6/10                      |

Earthling, стил. под EART HL I NG (с англ. — «Землянин») — двадцать первый студийный альбом английского музыканта Дэвида Боуи, выпущенный 3 февраля 1997 года на лейблах RCA Records в Соединённом Королевстве, Virgin Records в Соединённых Штатах и Arista Records/BMG на других территориях. В основном спродюсированный самим Боуи, он был записан с августа по октябрь 1996 года в нью-йоркской студии Looking Glass Studios. Боуи сочинил треки с Ривзом Гэбрелсом и Марком Плати, которые считаются сопродюсерами, а позже Майк Гарсон, Гейл Энн Дорси и Зак Элфорд сделали наложения.
Развивая музыкальные стили, ранее исследованные в 1.Outside (1995 г.), Earthling демонстрирует звучание под влиянием электроники, частично вдохновлённое индустриальной культурой и драм-н-бейс культурой 1990-х, в дальнейшем демонстрируя стили джангл и техно. В лирическом плане треки выражают темы отчуждения и духовности. Одна из них, «I’m Afraid of Americans», была ремикширована для выпуска в качестве сингла Трентом Резнором из Nine Inch Nails, который появился в клипе на неё. На обложке изображён Боуи в пальто «Юнион Джек», разработанном совместно с Александром Маккуином.
Earthling попал в чарты лучше своего предшественника и попал в десятку лучших в нескольких странах. Сопровождавшие его синглы содержали многочисленные ремиксы и сопровождались музыкальными клипами. Боуи продвигал альбом с помощью выступлений на телевидении и в туре Earthling в 1997 году. Хотя альбом был в основном положительно воспринят при выходе, более поздние рецензенты считают, что Earthling не хватало инноваций во времена, когда увлечение драм-энд-бейсом было широко распространено; другие считают его достойным дополнением к недооценённому десятилетию. Он был переиздан с бонус-треками в 2004 году и ремастирован в 2021 году для включения в бокс-сет Brilliant Adventure (1992–2001).

## Производство
Альбом был умеренно успешен и набрал некоторое количество положительных отзывов критиков. Альбом отметился минорным хитом, ремикс на который сделал Трент Резнор «I’m Afraid of Americans». В 1998 году альбом был номинирован на Грэмми в категории «Лучшее альтернативное музыкальное исполнение», а песня «Dead Man Walking» была номинирована в категории «Лучшее мужское рок-вокал исполнение». В записи альбома использовались элементы не являющиеся общими для танцевальной электроники, такие как акустическая и электро гитары, джазовое фортепиано, структуры песен были более обычные для поп-рока, чем для техно. Альбом был выполнен лучше, чем его высоко экспериментальный предшественник «1.Outside», достигнув 6 строчки в хит-парадах Великобритании и 39 строчки в США.
Энтузиазм Боуи по поводу ремиксов достиг своего пика, когда этот альбом был выпущен, и многочисленные синглы из него были также переданы в клубы и размещены в интернете: три версии «Telling Lies» были представлены на официальном сайте Боуи, за месяц до выпуска альбома, тем самым став первым самым загружаемым синглом известного музыканта в истории. «Little Wonder» был самым большим хитом альбома, достигнув #14 в Великобритании. Ещё три сингла — «Dead Man Walking», «Seven Years in Tibet» и «I’m Afraid of Americans» — шли не так хорошо, хотя последний оставался в хит-парадах США в течение 16 недель, достигнув 66 строчки. Композиция «Seven Years in Tibet» была издана в Гонконге отдельным синглом, в этой записи Боуи поёт по-китайски. Текст составил китайский поэт-песенник, в переводе песня называется «Ускользающий момент».
Музыкальные видео для альбома «Earthling» имели сложную структуру. Художник и режиссёр Флория Сигизмонди сняла короткометражные фильмы на песни «Little Wonder» и «Dead Man Walking», а клипмейкеры Dom and Nic сняли музыкальное видео для «I’m Afraid of Americans» (в котором также снялся Трент Резнор), которое было номинировано на MTV Video Music Awards. Также было снято видео для «Seven Years in Tibet», состоящее в основном из концертных кадров.
На Phoenix Festival в 1997, Боуи и его группа играли на сцене Radio 1 Dance, назвавшись «Tao Jones Index». Они выступали в темноте с вспышками огня и сухим льдом. «Tao Jones Index» был игрой слов, основанной на реальном имени Боуи (Дэвид Джонс) и выпуске облигаций Боуи в 1997 году (Tao произносится как «Dow», что является ссылкой на промышленный индекс Dow Jones фондового рынка США), а также намек на увлечение певца восточной философией (это заметно в видео на песню «Seven Years in Tibet»).
Американские продажи альбома достигают 254 000 копий, согласно Soundscan.

## Список композиций
- Все тексты написаны Дэвидом Боуи.
- Музыка была написана Дэвидом Боуи, Ривзом Гэбрелсом и Марком Плати, за исключением «Seven Years in Tibet», «Dead Man Walking» и «Law (Earthlings on Fire)» — Дэвид Боуи и Ривз Гэбрелс, «Telling Lies» — Дэвид Боуи, «I’m Afraid of Americans» — Дэвид Боуи и Брайан Ино.

1. «Little Wonder» — 6:02
2. «Looking for Satellites» — 5:21
3. «Battle for Britain (The Letter)» — 4:48
4. «Seven Years in Tibet» — 6:22
5. «Dead Man Walking» — 6:50
6. «Telling Lies» — 4:49
7. «The Last Thing You Should Do» — 4:57
8. «I’m Afraid of Americans» — 5:00
9. «Law (Earthlings on Fire)» — 4:48

Примечания: «I’m Afraid of Americans» впервые появился в 1995 году, на саундтреке к фильму Шоугёлз, в версии, которая отличалась от конечной альбомной версии.

### Бонус-треки переиздания 2004
- «Little Wonder (Danny Saber Dance Mix)»
- «I’m Afraid of Americans (Nine Inch Nails V1 Mix)»
- «Dead Man Walking (Moby Mix 2 US Promo 12»)"
- «Telling Lies (Adam F Mix)» (Этой версии нет на Digibook Expanded Edition.)

### Бонус-дискDigibook expanded edition2005
1. «Little Wonder (Censored Video Edit)»
2. «Little Wonder (Junior Vasquez Club Mix)»
3. «Little Wonder (Danny Saber Dance Mix)»
4. «Seven Years in Tibet (Mandarin Version)» (Китайская версия этого названия переводится как «A Fleeting Moment».)
5. «Dead Man Walking (Moby Mix 1)»
6. «Dead Man Walking (Moby Mix 2 US Promo 12»)"
7. «Telling Lies (Feelgood Mix)»
8. «Telling Lies (Paradox Mix)»
9. «I’m Afraid of Americans (Showgirls Soundtrack Version)»
10. «I’m Afraid of Americans (Nine Inch Nails V1 Mix)»
11. «I’m Afraid of Americans (Nine Inch Nails V1 Clean Edit)»
12. «V-2 Schneider (Tao Jones Index)»
13. «Pallas Athena (Tao Jones Index)»

## Участники записи

### Музыканты
- Дэвид Боуи: вокал, гитара, альт саксофон, клавишные, семплы
- Ривз Гэбрелс: программирование, синтезаторы, гитара, вокал
- Марк Плати: программирование, семплы, клавишные, loops
- Гейл Энн Дорси: бас, вокал
- Зачари Элфорд: ударные, перкуссия
- Майк Гарсон: клавишные, фортепиано

### Продюсеры
- Дэвид Боуи: продюсер
- Марк Плати: сопродюсер
- Ривз Гэбрелс: сопродюсер

## Хит-парады

### Альбом
| Год  | Хит-парад              | Высшая позиция |
| ---- | ---------------------- | -------------- |
| 1997 | UK Albums Chart        | 6              |
| 1997 | Billboard Pop Albums   | 39             |
| 1997 | Norwegian Albums Chart | 13             |